# آ اسپرمیا
آ اسپرمیا (به انگلیسی: Aspermia) به فقدان کامل مایع منی در هنگام انزال گفته می‌شود. (آزو اسپرمیا یا بی‌نطفگی به فقدان اسپرم در مایع منی گفته می‌شود). این بیماری در ارتباط با ناباروری است.
یکی از دلایل آ اسپرمیا به علت انزال رتوگرید می‌باشد، که می‌تواند به علت مصرف بی‌رویه داروها یا به علت جراحی در ناحیه پروستات رخ دهد. همچنین این اتفاق می‌تواند به علت مصرف آلفا بلوکرها از قبیل تامسولوسین و سیلودوزبن رخ دهد.
علت دیگر آ اسپرمیا انسداد مجاری انزالی می‌باشد که منجر به فقدان کامل یا کاهش حجم مایع منی (کم‌نطفگی) می‌شود. در این شرایط مایع منی فقط از ترشحات غدد ضمیمه پروستات پایین وروردی مجرای انزالی، تشکیل می‌شود.
آ اسپرمیا می‌تواند به علت کمبود اندروژن رخ دهد. که این اتفاق می‌تواند منجر به عدم بلوغ شود، که در آن غده پروستات و سمینال وزیکول (منبع اصلی مایع منی) به علت کمبود ترشح آندروژن و  عدم تولید مایع منی یا درمان سرطان پروستات، به صورت کوچک باقی می‌مانند.